# Sphaeroderma alishanensis
Sphaeroderma alishanensis es una especie de insecto coleóptero de la familia Chrysomelidae, descrita en 1979 por Haruo Takizawa.